# Sôl austan, Mâni vestan
Albums de Burzum
Umskiptar
(2012) The Ways of Yore
(2014)
Sôl austan, Mâni vestan (« à l'est du soleil, à l'ouest de la lune ») est le dixième album de Burzum, paru le 27 mai 2013.
Il sera utilisé comme bande originale du film ForeBears, le film de Varg Vikernes et de sa femme Marie Cachet. Le titre fait référence à un conte populaire Norvégien dont se sont inspirés nombre artistes nordiques, y compris le groupe de pop norvégien a-ha pour son quatrième album.
Contrairement aux précédents albums Belus (2010), Fallen (2011) et Umskiptar (2012), où sont présents chant de Varg, guitare, basse et batterie, Sôl austan, Mâni vestan a été composé uniquement avec un synthétiseur, ce qui fait de cet album un album de dark ambient.
Remarque : Sôl austan, Mâni vestan est la quatrième sortie annuelle consécutive de Varg Vikernes, ce dernier ayant annoncé qu'il sortira tous les ans un nouvel album.

## Liste des titres
| 1.    | Sôl austan          | À l'est du soleil        | 4:22 |
| 2.    | Rûnar munt þû finna | Tu trouveras des secrets | 3:28 |
| 3.    | Sôlarrâs            | Le voyage solaire        | 4:04 |
| 4.    | Haugaeldr           | Le bûcher du tumulus     | 7:26 |
| 5.    | Feðrahellir         | La grotte des ancêtres   | 5:21 |
| 6.    | Sôlarguði           | Le dieu du soleil        | 7:12 |
| 7.    | Ganga at sôlu       | La traversée du soleil   | 5:58 |
| 8.    | Hîð                 | La tanière               | 6:24 |
| 9.    | Heljarmyrkr         | L'obscurité de la mort   | 4:02 |
| 10.   | Mâni vestan         | À l'ouest de la lune     | 5:55 |
| 11.   | Sôlbjörg            | Le coucher de soleil     | 4:00 |
| 58:12 |                     |                          |      |

## Illustration
La pochette de l'album est basée sur une peinture de Ulpiano Checa, Le viol de Proserpine (1888).